# Istra
Istra (del ruso: Истра) es una ciudad de la (región) óblast de Moscú, en Rusia, centro administrativo del raión (distrito) de Istra. Está situada en el río Istra, a 56 km al oeste de Moscú. La ciudad contaba con 32.056 habitantes en 2009.

## Historia
Conocido desde el siglo XVI, el pueblo de Voskresénskoie (de la Resurrección) fue rebautizado como Voskresensk (Воскресенск) y accedió al estatus de ciudad en 1781. Durante la Segunda Guerra Mundial, Istra fue brevemente ocupada, aunque gravemente dañada. Después de la guerra, se convertiría en un lugar de investigación en el sector de la ingeniería eléctrica.

## Demografía
| 1897  | 1926  | 1939  | 1959  | 1970   | 1979   | 1989   | 2002   | 2008   |
| ----- | ----- | ----- | ----- | ------ | ------ | ------ | ------ | ------ |
| 2 300 | 3 300 | 7 300 | 7 000 | 16 300 | 30 300 | 35 800 | 33 652 | 32 269 |

## Patrimonio
El magnífico monasterio de la Resurrección de la Nueva Jerusalén (Воскресенский Новоиерусалимский монастырь, Voskresénski Novoyerusalimski Monastyr) está situado en Istra.

## Transporte
En la vía férrea que discurre entre Moscú y Riga.

## Mundial de fútbol 2018
La Selección de fútbol de Francia establece su campamentos base en Istra en la Copa Mundial de Fútbol de 2018.

## Personalidades
- Aleksandr Kruber (1871-1941), geógrafo soviético, nació en Istra.

## Ciudades hermanadas
- Bad Orb, Alemania.
- Diurtiuli, Rusia.
- Petrich, Bulgaria.
- Pinsk, Bielorrusia.
- Rakovník, República Checa.